# Erythrogryllacris fasciculata
Erythrogryllacris fasciculata is een rechtvleugelig insect uit de familie Gryllacrididae. De wetenschappelijke naam van deze soort is voor het eerst geldig gepubliceerd in 1893 door Pictet & Saussure.